# 册井镇
册井镇，是中华人民共和国河北省邢台市沙河市下辖的一个乡镇级行政单位。

## 行政区划
册井镇下辖以下地区：
册井东南街村、功德汪村、张沟村、全呼村、册井东北街村、册井西北街村、册井西南街村、高窑村、锁会村、蛇身村、后井村、八十县村、康川村、贾沟村、北盆水村、常庄村、新庄村、通源井村、蔡林村、小南沟村、魏庄村、刘庄村和白庄村。

## 教育
册井中学位于册井东南街和册井东北街的交接处。册井中学始建于1956年，当时隶属于册井完小。1958年开始独立建制，成为正式中学。此后根据社会需要，几经改制，1956年至1968年为初级中学，从1969年2月开始改为两年制高级中学。1985年又改为三年制高中。期间办过两期专业班，主要为农村培养机电工。由于普及义务教育的需要，1993年以后又改为初级中学。 